# Dwayne Green
Dwayne Pascal Green (Gorinchem, 3 settembre 1996) è un calciatore olandese naturalizzato barbadiano, difensore del Spakenburg e della nazionale barbadiana.

## Biografia
È nato nei Paesi Bassi da padre barbadiano e madre greca.

## Carriera

### Club
Ha giocato con vari club nella seconda divisione olandese.

### Nazionale
Il 2 luglio 2021 ha esordito con la nazionale barbadiana giocando l'incontro perso 8-1 contro Bermuda, valido per le qualificazioni alla CONCACAF Gold Cup 2021.

## Statistiche

### Presenze e reti nei club
Statistiche aggiornate all'11 settembre 2021.
| Stagione            | Squadra             | Campionato          | Campionato | Campionato | Coppe nazionali | Coppe nazionali | Coppe nazionali | Coppe continentali | Coppe continentali | Coppe continentali | Altre coppe | Altre coppe | Altre coppe | Totale | Totale |
| Stagione            | Squadra             | Comp                | Pres       | Reti       | Comp            | Pres            | Reti            | Comp               | Pres               | Reti               | Comp        | Pres        | Reti        | Pres   | Reti   |
| ------------------- | ------------------- | ------------------- | ---------- | ---------- | --------------- | --------------- | --------------- | ------------------ | ------------------ | ------------------ | ----------- | ----------- | ----------- | ------ | ------ |
| 2016-2017           | RKC Waalwijk        | 1D                  | 3          | 0          | CO              | 0               | 0               |                    | -                  | -                  |             | -           | -           | 3      | 0      |
| 2017-2018           | RKC Waalwijk        | 1D                  | 0          | 0          | CO              | 0               | 0               |                    | -                  | -                  |             | -           | -           | 0      | 0      |
| Totale RKC Waalwijk | Totale RKC Waalwijk | Totale RKC Waalwijk | 3          | 0          |                 | 0               | 0               |                    | -                  | -                  |             | -           | -           | 3      | 0      |
| 2018-2019           | Dordrecht           | 1D                  | 16         | 0          | CO              | 0               | 0               |                    | -                  | -                  |             | -           | -           | 16     | 0      |
| 2019-2020           | Dordrecht           | 1D                  | 23         | 3          | CO              | 1               | 0               |                    | -                  | -                  |             | -           | -           | 24     | 3      |
| Totale Dordrecht    | Totale Dordrecht    | Totale Dordrecht    | 39         | 3          |                 | 1               | 0               |                    | -                  | -                  |             | -           | -           | 40     | 3      |
| 2020-2021           | Den Bosch           | 1D                  | 27         | 0          | CO              | 0               | 0               |                    | -                  | -                  |             | -           | -           | 27     | 0      |
| Totale carriera     | Totale carriera     | Totale carriera     | 69         | 3          |                 | 1               | 0               |                    | -                  | -                  |             | -           | -           | 70     | 3      |

### Cronologia presenze e reti in nazionale
| Cronologia completa delle presenze e delle reti in nazionale ― Barbados | Cronologia completa delle presenze e delle reti in nazionale ― Barbados | Cronologia completa delle presenze e delle reti in nazionale ― Barbados | Cronologia completa delle presenze e delle reti in nazionale ― Barbados | Cronologia completa delle presenze e delle reti in nazionale ― Barbados | Cronologia completa delle presenze e delle reti in nazionale ― Barbados | Cronologia completa delle presenze e delle reti in nazionale ― Barbados | Cronologia completa delle presenze e delle reti in nazionale ― Barbados |
| Data                                                                    | Città                                                                   | In casa                                                                 | Risultato                                                               | Ospiti                                                                  | Competizione                                                            | Reti                                                                    | Note                                                                    |
| ----------------------------------------------------------------------- | ----------------------------------------------------------------------- | ----------------------------------------------------------------------- | ----------------------------------------------------------------------- | ----------------------------------------------------------------------- | ----------------------------------------------------------------------- | ----------------------------------------------------------------------- | ----------------------------------------------------------------------- |
| 2-7-2021                                                                | Fort Lauderdale                                                         | Bermuda                                                                 | 8 – 1                                                                   | Barbados                                                                | Qual. Gold Cup 2021                                                     | -                                                                       | 46’                                                                     |
| Totale                                                                  |                                                                         | Presenze                                                                | 1                                                                       |                                                                         | Reti                                                                    | 0                                                                       |                                                                         |